# Hieracium linifolium
Hieracium linifolium es una especie de planta con flor del género Hieracium, de la familia Asteraceae, orden Asterales.

## Distribución
Hieracium linifolium se distribuye por Suecia, Finlandia, Rusia y Bielorrusia.

## Taxonomía
Fue descrita científicamente por T. Sael. ex Lindeb.